# Turismo sexual en Ucrania

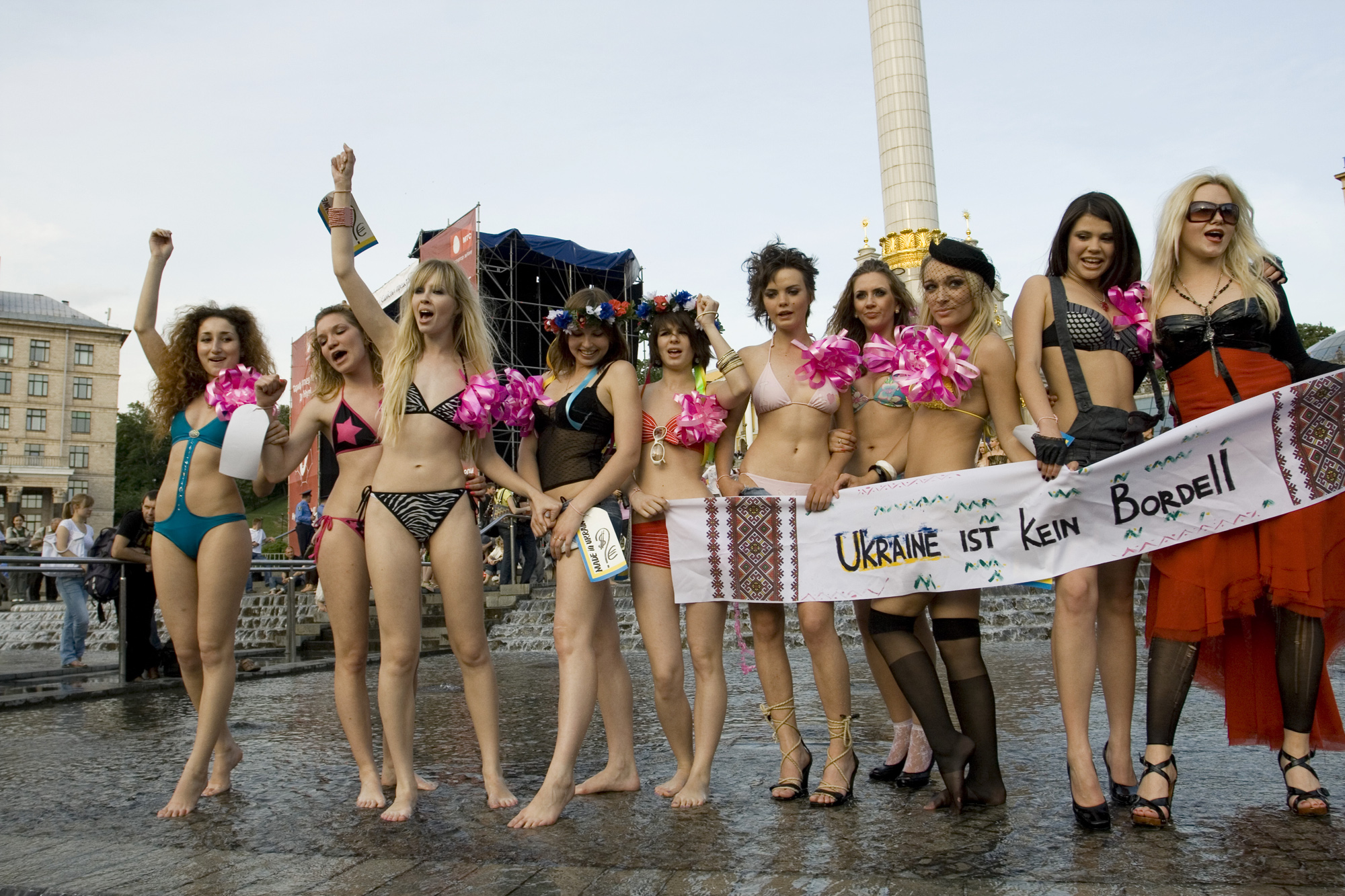
Fotografía del año 2009 del grupo feminista ucraniano FEMEN realizando una protesta simbólica contra la Prostitución Ucraniana y el turismo sexual en Ucrania, portando un pancarta donde traducida al español se lee: "Ucrania no es un Burdel"

El Turismo sexual en Ucrania se refiere a la llegada masiva de miles y miles de turistas extranjeros — principalmente hombres en edad sexual activa — de diferentes partes del mundo, los cuales deciden visitar el país con el fin principal de mantener relaciones sexuales con las mujeres ucranianas, habiendo un fin comercial de por medio o no. El turismo sexual está en aumento ya que el país atrae a muchos visitantes extranjeros. La razón principal de la situación se deriva del efecto combinado de varios factores. Actualmente, en Ucrania, el efecto está constituido por un alto nivel de pobreza de la población y su feminización, opciones limitadas para la movilidad social y un sistema muy activo de crimen organizado.
La mayor parte de la industria del sexo ucraniana existe clandestinamente y prospera debido a la mala aplicación de la ley y la corrupción generalizada. A pesar de endurecer las sanciones penales por trata de personas y prostitución bajo coacción, las leyes que criminalizan la prostitución organizada han tenido poco efecto.
El turismo sexual dentro de las fronteras de Ucrania ha crecido considerablemente, generando preocupación en la sociedad ucraniana y atrayendo la condena de activistas feministas como FEMEN.

## Antecedentes

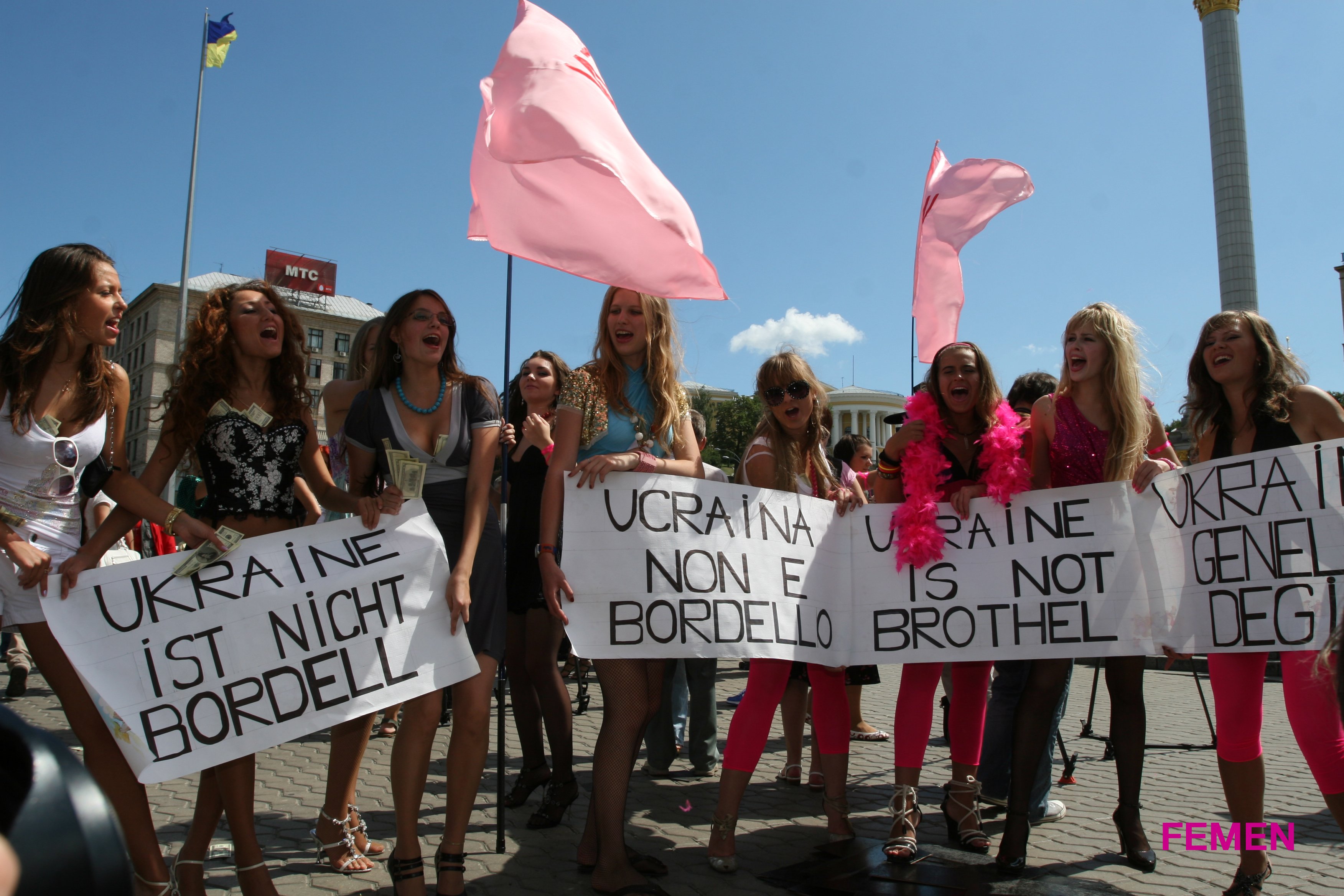
Mujeres Ucranianas mostrando pancartas de protesta del documental australiano "Ucrania no es un Burdel".

La revista ucraniana Korrespondent informó que después de que el gobierno lanzara la política sin visado con Europa occidental , el número de visitantes occidentales que viajaban a Ucrania aumentó y siguió aumentando. En 2004, el número total de turistas rondaba los 8 millones, en 2006 era de 16 millones y en 2008 había subido a 20 millones. Cada extranjero gasta unos 106 € ( ₴ 3.388) al día en Ucrania. Para muchas personas que viajan a Ucrania por sexo, la reputación del país se convirtió en rival de la de Tailandia.
Según los medios de comunicación ucranianos, el país se convirtió en un centro de variopintas hordas de aventureros sexuales porque el precio de una visita a Ucrania no supera los 1.500 dólares estadounidenses (₴40.456). Después de las protestas de Euromaidan de finales de 2013 a principios de 2014, los salarios se desplomaron, mientras que la inflación se disparó. Como resultado, una tarifa por hora para sexo con mujeres locales generalmente oscila entre $ 10 (₴ 270) y $ 75 (₴ 2,023), y es mucho más baja que en otros países europeos. Se señaló que tras la agitación política de 2014 y la guerra en el este de Ucrania, los invitados occidentales comenzaron a percibir el país como un "agujero negro inestable". Sin embargo, Ucrania se convirtió en un destino muy popular para los visitantes de clase media de Turquía, que tienen una especial predilección por las mujeres eslavas. Los viajes a Ucrania para el turismo sexual crearon un estereotipo en la cultura turca promovido por películas y libros. El ex artista estadounidense Roosh V publicó una guía de viaje que describe su experiencia de salir con mujeres ucranianas. Después del lanzamiento público, el manual atrajo mucha cobertura en los medios ucranianos y la indignación de las organizaciones feministas
Un aspecto del turismo sexual en Ucrania está relacionado con el negocio del matrimonio. Las agencias matrimoniales realizan estafas en todo el país, vaciando las billeteras de los turistas a medida que avanzan. Con respecto a la situación, la embajada de los Estados Unidos publicó una lista de técnicas típicas de fraude local para los estadounidenses que visitan Ucrania para conocer a sus futuros cónyuges.

## Explotación sexual de niños
Según los informes, Ucrania, junto con Moldavia y Portugal, se convirtió en un centro europeo de turismo sexual infantil. La participación de varones adolescentes en la prostitución ha suscitado una serie de preocupaciones especiales.
Se señaló que el sistema legislativo ucraniano no incluye el término "explotación sexual de niños en los viajes y el turismo". Además de esto, el bajo nivel de vida, los niños de piel blanca desatendidos, la corrupción omnipresente y el consumismo social hacen de Ucrania un mercado de rápido crecimiento para los servicios sexuales infantiles. El problema se ve agravado por muchas otras razones, como la situación geográfica en el corazón del continente europeo, las grandes diferencias económicas entre los países de origen de los turistas sexuales y los locales, la ausencia de visas para muchos turistas, los bajos precios del alcohol, la reputación de la corrupción en la sociedad y altas posibilidades de evitar cualquier tipo de enjuiciamiento penal.
Según las estadísticas recopiladas, el 26 % de las familias ucranianas con un hijo y el 39 % de las familias con dos hijos (4,4 y 6,6 millones respectivamente) luchan por sobrevivir mientras viven por debajo del umbral de la pobreza. La pobreza no deja otra opción a muchas personas, excepto brindar servicios sexuales a huéspedes extranjeros ricos y acaudalados.
Una investigación de 2008 sobre el estilo de vida de las trabajadoras sexuales ucranianas reveló que el 39% de ellas no usa condones regularmente y que el 22% consume drogas. Dentro del país se puede ver un fuerte vínculo que conecta la prostitución de los niños ucranianos y el turismo sexual infantil.

## Cobertura mediática
Los medios ucranianos cubren regularmente los temas de trata de personas, prostitución y turismo sexual en Ucrania. Especialmente, una gran cantidad de atención de los medios se centró en estos temas con respecto a las rondas finales del Campeonato Europeo de Fútbol 2012. Por ejemplo, en la prensa polaca, todos los fanáticos del fútbol que viajaban a Ucrania fueron descritos como turistas sexuales y todas las mujeres ucranianas como posibles objetivos sexuales. Además, los medios de comunicación polacos calificaron despectivamente al pueblo ucraniano de pobre, corrupto, criminal, seropositivo y antidemocrático. Como resultado, en 2012 hubo un estallido de histeria sobre el "turismo sexual" entre los aficionados al fútbol ucranianos. En el apogeo de la obsesión, bandas itinerantes de vigilantes locales incluso atacaron a los extranjeros que ordenaron prostitutas y publicaron los videos de las palizas en línea.